# HC Býci Karviná
HC Býci Karviná (celým názvem: Hockey Club Býci Karviná) byl český klub ledního hokeje, který sídlil ve městě Karviná v Moravskoslezském kraji. Založen byl v roce 1919 pod názvem TJ Sokol Karviná. Klubové barvy byly modrá, bílá a červená.
Své domácí zápasy odehrává na zimním stadionu Karviná s kapacitou 7 374 diváků.

## Historické názvy
Zdroj:
- 1919 – TJ Sokol Karviná (Tělovýchovná jednota Sokol Karviná)
- 1921 – SK Karviná (Sportovní klub Karviná)
- 1948 – Sokol Karviná
- 1952 – TJ Baník ČSA Karviná (Tělovýchovná jednota Baník Československé armády Karviná)
- 1963 – fúze s RH Karviná a Baník 1. máj Karviná ⇒ název nezměněn
- 1993 – SK Karviná (Sportovní klub Karviná)
- 2017 – HC Býci Karviná (Hockey Club Býci Karviná)[3]

## Muži
V roce 1996 postoupila Karviná do 1. ligy. Hned v následující sezoně (1997) však sestoupila zpět do 2. ligy. V roce 1999 klub prodává i licenci na 2. ligu do HC Kroměříž. V sezóně 2006/2007 se Karviné podařilo postoupit do 2. hokejové ligy, ale rok na to sestoupila zpět do Krajského přeboru. 18. června 2011 získal druholigovou licenci od sousedního týmu HC Plus Oil Orlová. Později vznikl nový klub HC Plus Oil Karviná, který vstoupil do druhé ligy. Mužský tým Karviné pak na rok zanikl. Po obnově vstoupil do krajského přeboru. Z něj se klub dostal až díky administrativnímu postupu, když se v roce 2014 2. liga sk. Východ rozšířila na 12 celků. V roce 2021 se klub dostal do ekonomických problémů a následně zanikl. V Karvinském městě se hokej nadále hraje pod nově vytvořeným klubu HC Falcons Sokol Karviná, který přebral veškeré mládežnické celky včetně žen.

### Stadion
- Název – STaRS Karviná
- Rozměry plochy – 60x30 m
- Zahájení provozu – 1962, zastřešení 1970
- Kapacita – 7500 míst, vše k sezení

### Přehled ligové účasti
Stručný přehled
Zdroj:
- 1966–1968: 2. liga – sk. C (2. ligová úroveň v Československu)
- 1968–1969: 2. liga – sk. B (2. ligová úroveň v Československu)
- 1969–1973: 1. ČNHL – sk. B (2. ligová úroveň v Československu)
- 1973–1978: 1. ČNHL (2. ligová úroveň v Československu)
- 1978–1979: 2. ČNHL – sk. D (3. ligová úroveň v Československu)
- 1979–1983: 1. ČNHL – sk. B (2. ligová úroveň v Československu)
- 1983–1987: 1. ČNHL (2. ligová úroveň v Československu)
- 1987–1989: 2. ČNHL – sk. C (3. ligová úroveň v Československu)
- 1989–1993: 1. ČNHL (2. ligová úroveň v Československu)
- 1993–1996: 2. liga – sk. Východ (3. ligová úroveň v České republice)
- 1996–1997: 1. liga (2. ligová úroveň v České republice)
- 1997–1999: 2. liga – sk. Východ (3. ligová úroveň v České republice)
- 2000–2002: Severomoravský krajský přebor (4. ligová úroveň v České republice)
- 2002–2007: Moravskoslezský krajský přebor (4. ligová úroveň v České republice)
- 2007–2008: 2. liga – sk. Východ (3. ligová úroveň v České republice)
- 2008–2009: Moravskoslezský krajský přebor (4. ligová úroveň v České republice)
- 2009–2014: Moravskoslezská krajská liga (4. ligová úroveň v České republice)
- 2014–2016: 2. liga – sk. Východ (3. ligová úroveň v České republice)
- 2016–2018: bez soutěže
- 2018–2021 : Moravskoslezská krajská liga (4. ligová úroveň v České republice)

Jednotlivé ročníky
Zdroj:
Legenda: ZČ – základní část, červené podbarvení – sestup, zelené podbarvení – postup, fialové podbarvení – reorganizace, změna skupiny či soutěže
| Československo (1966 – 1993)                   |                                |           |           |                                     |                                         |
| Sezóny                                         | Soutěž                         | Úroveň    | ZČ        | Play-off, nadstavba, sk. o udržení… | Poznámky                                |
| 1966/67                                        | 2. liga – sk. C                | 2. úroveň | 4. místo  |                                     |                                         |
| 1967/68                                        | 2. liga – sk. C                | 2. úroveň | 3. místo  |                                     | Změna skupiny                           |
| 1968/69                                        | 2. liga – sk. B                | 2. úroveň | 3. místo  |                                     | Reorganizace                            |
| 1969/70                                        | 1. ČNHL – sk. B                | 2. úroveň | 1. místo  |                                     | Baráž                                   |
| 1970/71                                        | 1. ČNHL – sk. B                | 2. úroveň | 7. místo  |                                     |                                         |
| 1971/72                                        | 1. ČNHL – sk. B                | 2. úroveň | 3. místo  |                                     |                                         |
| 1972/73                                        | 1. ČNHL – sk. B                | 2. úroveň | 3. místo  |                                     | Reorganizace                            |
| 1973/74                                        | 1. ČNHL                        | 2. úroveň | 3. místo  |                                     |                                         |
| 1974/75                                        | 1. ČNHL                        | 2. úroveň | 4. místo  |                                     |                                         |
| 1975/76                                        | 1. ČNHL                        | 2. úroveň | 10. místo |                                     |                                         |
| 1976/77                                        | 1. ČNHL                        | 2. úroveň | 8. místo  |                                     |                                         |
| 1977/78                                        | 1. ČNHL                        | 2. úroveň | 11. místo |                                     | Sestup                                  |
| 1978/79                                        | 2. ČNHL – sk. D                | 3. úroveň | 1. místo  |                                     | Reorganizace                            |
| 1979/80                                        | 1. ČNHL – sk. B                | 2. úroveň | 10. místo |                                     |                                         |
| 1980/81                                        | 1. ČNHL – sk. B                | 2. úroveň | 7. místo  |                                     | sk. o udr.                              |
| 1981/82                                        | 1. ČNHL – sk. B                | 2. úroveň | 11. místo |                                     | sk. o udr.                              |
| 1982/83                                        | 1. ČNHL – sk. B                | 2. úroveň | 6. místo  | Skupina o udržení B (1. místo)      | Reorganizace                            |
| 1983/84                                        | 1. ČNHL                        | 2. úroveň | 4. místo  |                                     |                                         |
| 1984/85                                        | 1. ČNHL                        | 2. úroveň | 4. místo  |                                     |                                         |
| 1985/86                                        | 1. ČNHL                        | 2. úroveň | 9. místo  |                                     |                                         |
| 1986/87                                        | 1. ČNHL                        | 2. úroveň | 9. místo  |                                     | sk. o udr.                              |
| 1987/88                                        | 2. ČNHL – sk. C                | 3. úroveň | 1. místo  | Finálová skupina (2. místo)         |                                         |
| 1988/89                                        | 2. ČNHL – sk. C                | 3. úroveň | 1. místo  | Finálová skupina (1. místo)         | Postup                                  |
| 1989/90                                        | 1. ČNHL                        | 2. úroveň | 9. místo  |                                     | sk. o udr.                              |
| 1990/91                                        | 1. ČNHL                        | 2. úroveň | 11. místo |                                     | sk. o udr.                              |
| 1991/92                                        | 1. ČNHL                        | 2. úroveň | 12. místo |                                     | sk. o udr.                              |
| 1992/93                                        | 1. ČNHL                        | 2. úroveň | 13. místo | Skupina o udržení (6. místo)        | Reorganizace                            |
| Česko (1993 – 2021)                            |                                |           |           |                                     |                                         |
| Sezóny                                         | Soutěž                         | Úroveň    | ZČ        | Play-off, nadstavba, sk. o udržení… | Poznámky                                |
| 1993/94                                        | 2. liga – sk. Východ           | 3. úroveň | 14. místo | Ne                                  |                                         |
| 1994/95                                        | 2. liga – sk. Východ           | 3. úroveň | 6. místo  | Ne                                  |                                         |
| 1995/96                                        | 2. liga – sk. Východ           | 3. úroveň | 2. místo  |                                     | Baráž                                   |
| 1996/97                                        | 1. liga                        | 2. úroveň | 13. místo |                                     | Baráž                                   |
| 1997/98                                        | 2. liga – sk. Východ           | 3. úroveň | 16. místo |                                     | Sestup; koupě licence od Rosic          |
| 1998/99                                        | 2. liga – sk. Východ           | 3. úroveň | 8. místo  | Nadstavba (7. místo)                | Prodej licence do Kroměříže             |
| …                                              |                                |           |           |                                     |                                         |
| 2000/01                                        | Severomoravský krajský přebor  | 4. úroveň | 6. místo  |                                     |                                         |
| 2001/02                                        | Severomoravský krajský přebor  | 4. úroveň | 5. místo  | Nadstavba sk. A (5. místo)          | Změna názvu soutěže                     |
| 2002/03                                        | Moravskoslezský krajský přebor | 4. úroveň | 5. místo  |                                     |                                         |
| 2003/04                                        | Moravskoslezský krajský přebor | 4. úroveň | 3. místo  | Finálová skupina (3. místo)         |                                         |
| 2004/05                                        | Moravskoslezský krajský přebor | 4. úroveň | 5. místo  |                                     |                                         |
| 2005/06                                        | Moravskoslezský krajský přebor | 4. úroveň | 1. místo  |                                     | Kvalifikace                             |
| 2006/07                                        | Moravskoslezský krajský přebor | 4. úroveň | 1. místo  |                                     | Kvalifikace                             |
| 2007/08                                        | 2. liga – sk. Východ           | 3. úroveň | 12. místo | Ne                                  | Sestup                                  |
| 2008/09                                        | Moravskoslezský krajský přebor | 4. úroveň | 2. místo  |                                     | Změna názvu soutěže                     |
| 2009/10                                        | Moravskoslezská krajská liga   | 4. úroveň | 3. místo  | Vítěz                               | Kvalifikace                             |
| 2010/11                                        | Moravskoslezská krajská liga   | 4. úroveň | 5. místo  |                                     |                                         |
| 2011/12                                        | Moravskoslezská krajská liga   | 4. úroveň | –. místo  |                                     | Odstoupení ze soutěže                   |
| 2012/13                                        | Moravskoslezská krajská liga   | 4. úroveň | 8. místo  | Čtvrtfinále                         |                                         |
| 2013/14                                        | Moravskoslezská krajská liga   | 4. úroveň | 1. místo  | Vítěz                               | Kvalifikace                             |
| 2014/15                                        | 2. liga – sk. Východ           | 3. úroveň | 11. místo | Ne                                  |                                         |
| 2015/16                                        | 2. liga – sk. Východ           | 3. úroveň | 12. místo | Ne                                  |                                         |
| 2016/17                                        | 2. liga – sk. Východ           | 3. úroveň | –. místo  | Ne                                  | Odstoupení ze soutěže                   |
| Družstvo mužů bylo v sezóně 2017/18 neaktivní. |                                |           |           |                                     |                                         |
| 2018/19                                        | Moravskoslezská krajská liga   | 4. úroveň | 4. místo  | Finále                              |                                         |
| 2019/20                                        | Moravskoslezská krajská liga   | 4. úroveň | 6. místo  | Čtvrtfinále                         |                                         |
| 2020/21                                        | Moravskoslezská krajská liga   | 4. úroveň | neurčeno  |                                     | sezóna zrušena kvůli pandemii covidu-19 |

## Ženy
Kromě mužského hokeje existuje v Karviné klub ledního hokeje SK Karviná ženy. Založen byl v roce 1999. Dříve v nejvyšší soutěži působil tým HC Kangaroos Karviná, který zanikl v roce 2005. Tento klub patří v poslední době mezi špičku klubů v ČR a má také několik reprezentantek. V sezóně 2010/11 dosáhl svého do té doby největšího úspěchu, když se probojoval do finále play-off o mistra ČR. Jeho finálovým soupeřem byl obhájce titulu HC Slavia Praha, který zvítězil v sérii hrané na dvě vítězná utkání poměrem 2:0. V sezónách 2012/13 a 2013/14 se stala Karviná dvojnásobným mistrem republiky.

### Týmové úspěchy
- 2× mistr ligy ČR: 2012/13, 2013/14
- vicemistr ČR: 2010/11, 2011/12, 2014/15, 2015/16, 2016/17, 2017/18, 2018/19

### Finálová série 2010/11
Sobota 12. březen:

SK Karviná – HC Slavia Praha 2 – 5 ( 1-1, 0-3, 1-1)
- Branky: Jurajdová, Kytková – Studentová 3, Solničková 2
- Rozhodčí: Šutara
- Vyloučené: 4:9
- Využití: 0:1
- Diváci: 250
- Stav série: 0:1[9]

Sobota 19. březen:

HC Slavia Praha – SK Karviná 6 – 0

### Přehled ligové účasti
Stručný přehled
Zdroj:
- 2000–2011: 1. liga (1. ligová úroveň v České republice)
- 2011–2012: 1. liga – sk. C (1. ligová úroveň v České republice)
- 2012–2017: 1. liga - TOP divize (1. ligová úroveň v České republice)
- 2017– : Extraliga (1. ligová úroveň v České republice)

Jednotlivé ročníky
Zdroj:
Legenda: ZČ – základní část, červené podbarvení – sestup, zelené podbarvení – postup, fialové podbarvení – reorganizace, změna skupiny či soutěže
| Česko (2000 – 2021) |                      |           |          |                                     |              |
| Sezóny              | Soutěž               | Úroveň    | ZČ       | Play-off, nadstavba, sk. o udržení… | Poznámky     |
| 2000/01             | 1. liga              | 1. úroveň | ?. místo |                                     |              |
| 2001/02             | 1. liga              | 1. úroveň | ?. místo |                                     |              |
| 2002/03             | 1. liga              | 1. úroveň | ?. místo |                                     |              |
| 2003/04             | 1. liga              | 1. úroveň | 5. místo |                                     |              |
| 2004/05             | 1. liga              | 1. úroveň | 3. místo |                                     |              |
| 2005/06             | 1. liga              | 1. úroveň | ?. místo |                                     |              |
| 2006/07             | 1. liga              | 1. úroveň | ?. místo |                                     |              |
| 2007/08             | 1. liga              | 1. úroveň | ?. místo |                                     |              |
| 2008/09             | 1. liga              | 1. úroveň | ?. místo |                                     |              |
| 2009/10             | 1. liga              | 1. úroveň | 3. místo | Zápas o 3. místo (výhra)            |              |
| 2010/11             | 1. liga              | 1. úroveň | 2. místo | Finále                              | Reorganizace |
| 2011/12             | 1. liga – sk. C      | 1. úroveň | 1. místo | Finále                              | Reorganizace |
| 2012/13             | 1. liga - TOP divize | 1. úroveň | 2. místo | Vítěz                               |              |
| 2013/14             | 1. liga - TOP divize | 1. úroveň | 2. místo | Vítěz                               |              |
| 2014/15             | 1. liga - TOP divize | 1. úroveň | 2. místo | Finále                              |              |
| 2015/16             | 1. liga - TOP divize | 1. úroveň | 2. místo | Finále                              |              |
| 2016/17             | 1. liga - TOP divize | 1. úroveň | 2. místo | Finálová skupina (2. místo)         | Reorganizace |
| 2017/18             | Extraliga            | 1. úroveň | 2. místo | Finále                              |              |
| 2018/19             | Extraliga            | 1. úroveň | 2. místo | Finále                              |              |
| 2019/20             | Extraliga            | 1. úroveň | 2. místo |                                     | Nedohráno    |
| 2020/21             | Extraliga            | 1. úroveň | neurčeno |                                     | Zrušeno      |

### Účast v mezinárodních pohárech
Zdroj:
Legenda: EWHL – Elite Women's Hockey League, EWCC – IIHF European Women's Champions Cup, EWHL SC – EWHL Super Cup
- EWCC 2013/2014 – 1. kolo, sk. C (3. místo)
- EWCC 2014/2015 – 2. kolo, sk. E (3. místo)